# Krenites Arotras
Krenites nebo Krinites Arotras (řecky Κρινίτης /Κρηνίτης Ἀροτρᾶς, 10. století) byl byzantský aristokrat a vojenský guvernér v jižním Řecku. Zasloužil se o potlačení slovanského povstání na Peloponésu v letech 921/22.

## Původ a jmenování na Peloponésu
Arotras byl potomkem vznešeného rodu Krenitů, vyskytujícího se v Byzanci už na počátku 9. století. Historik Peter Charanis se domníval, že tento rod byl arménského původu, ale jeho pokusy  o identifikace Arménů v Byzantské říši jsou sporné a byly kritizovány jinými historiky, kupříkladu Anthonym Kaldellisem, kteří je váhají přijmout. Počátkem roku 921 nebo 922 (dříve byla tato událost datována do období kolem roku 935), kdy měl hodnost protospatharia, byl jmenován vojenským guvernérem (stratégem) thematu Peloponnésos a měl za úkol potlačit povstání slovanských kmenů Melingů a Jezerců.
Tyto dva kmeny se už v minulosti v letech 840–842 vzbouřily a po jejich porážce vojevůdcem Theoktistem Bryennniem byly donuceny platit roční tribut 60 (Melingové), respektive 300 (Jezerci) zlatých solidů. Asi v roce 920 přestaly přijímat příkazy stratéga Ioanna Proteuona, odmítly akceptovat vládce (archonty), které jim dosadil, a nechat se odvádět do vojenské služby v jižní Itálii proti probíhajícímu langobardskému povstání. Podle zmínky císaře Konstantina Porfyrogennéta (vládl 913–959) v jeho díle De administrando imperio zahájil Arotras své tažení proti slovanským kmenům v březnu 922 a až do listopadu pálil a drancoval jejich území v okolí pohoří Taygetu. Oba kmeny se opět podrobily a byly odsouzeny k placení zvýšeného tributu 600 solidů. Arotras byl koncem roku 922 nebo začátkem roku 923 jmenován guvernérem sousedního thematu Hellas a na Peloponésu nahrazen Bardasem Platypodem. Za Platypoda vypukly spory na Peloponésu znovu, protože se dostal do sporů s místní šlechtou, brzy poté následovalo další povstání slovanských vojsk, kterého Melingové a Jezerci využili ke snížení tributu na původní velikost.

## Možné identifikace
Existují dvě pečeti z 10. století, na kterých je titulován jako „protospatharios impéria a peloponéský stratégos“, a pravděpodobně patří jemu. Někdy také bývá ztotožňován s osobou stejného jména, zmiňovanou v hagiografii svatého Lukáše ze Steiris. Tento Krenites sloužil jako stratég thematu Hellas asi mezi lety 945 až 952/955 a ve stejné funkci pak pokračoval na Peloponésu. Většina historiků se však domnívá, že jde o dvě různé osoby. Další, jako Steven Runciman, jej také ztotožňovali s jiným Krenitem, kterého císař Roman Lakapenos (vládl 920–944) vysílal na diplomatické mise k arménským knížatům.